# Heisenberg-Algebra
Die Heisenberg-Algebra ist eine 3-dimensionale, reelle Lie-Algebra mit den Erzeugern {\displaystyle P,Q,R}, für die gilt
{\displaystyle [P,Q]=R}
{\displaystyle [P,R]=[Q,R]=0}
Sie ist die Lie-Algebra der Heisenberg-Gruppe.

## Darstellung
Man kann die Heisenberg-Algebra als Algebra von Matrizen darstellen, indem man definiert
{\displaystyle P={\begin{pmatrix}0&1&0\\0&0&0\\0&0&0\\\end{pmatrix}},\quad Q={\begin{pmatrix}0&0&0\\0&0&1\\0&0&0\\\end{pmatrix}},\quad R={\begin{pmatrix}0&0&1\\0&0&0\\0&0&0\\\end{pmatrix}}}
und als Lie-Klammer den Kommutator von Matrizen {\displaystyle [X,Y]=XY-YX} verwendet.

## Verallgemeinerung
Entsprechend den verallgemeinerten Heisenberg-Gruppen gibt es auch verallgemeinerte Heisenberg-Algebren, die Lie-Algebren der verallgemeinerten Heisenberg-Gruppen.